# Gononoorda
Gononoorda és un gènere d'arnes de la família Crambidae.

## Taxonomia
- Gononoorda jacobsoni Munroe, 1977
- Gononoorda neervoorti Munroe, 1977